# Thalmassing

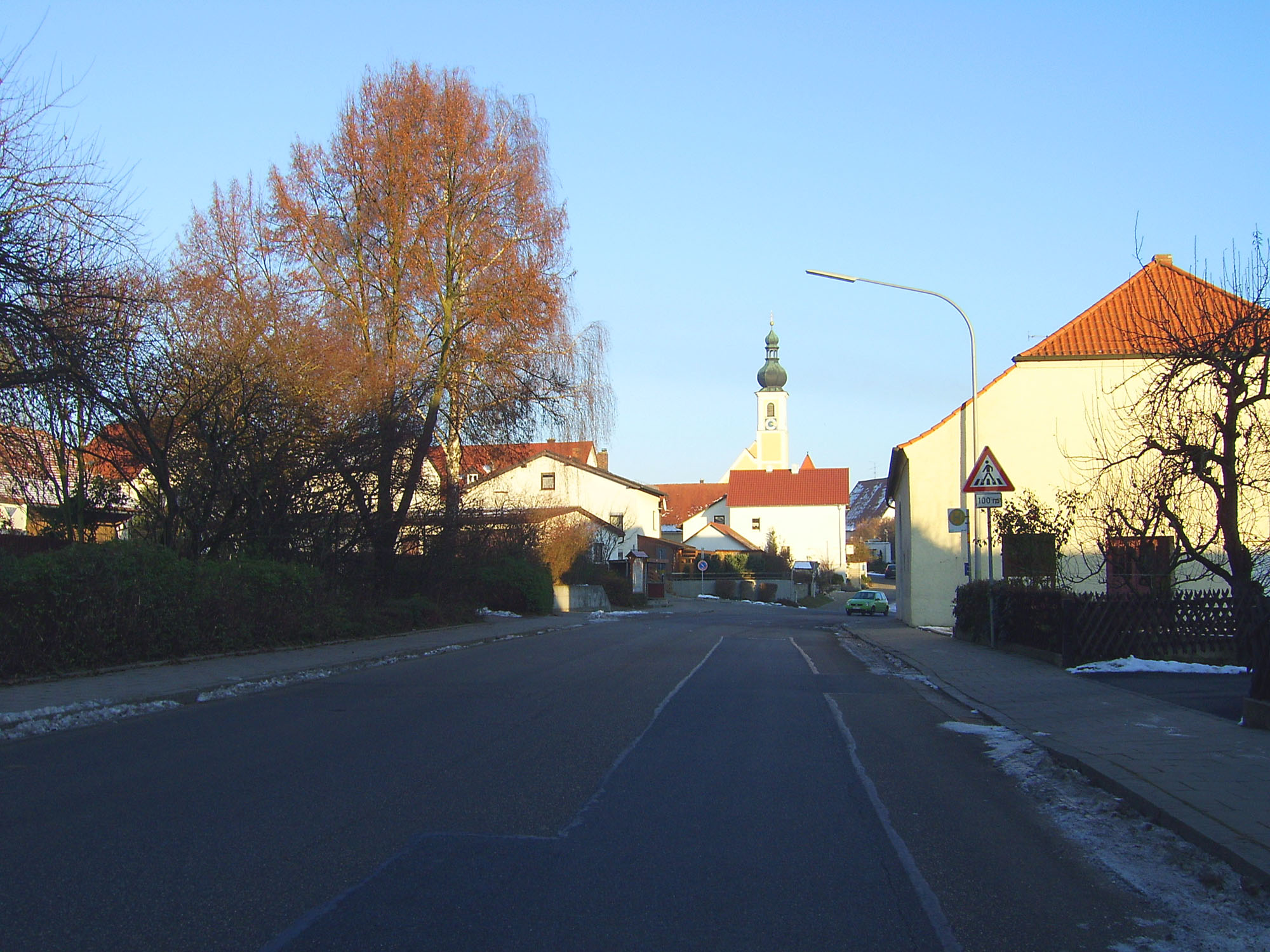
Ulica Hauptstraße

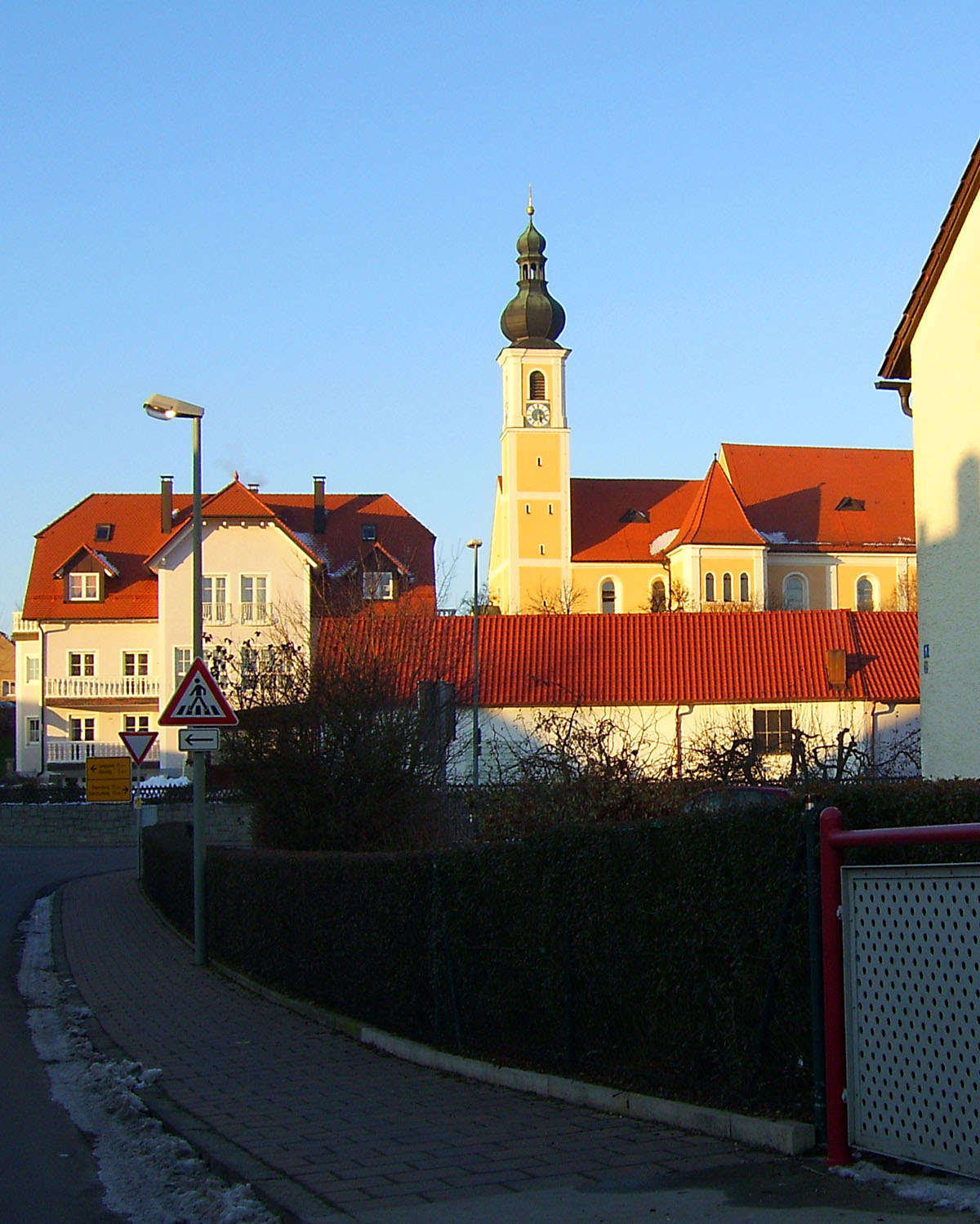
Kościół pw. św. Mikołaja (St. Nikolaus)

Thalmassing – miejscowość i gmina w Niemczech, w kraju związkowym Bawaria, w rejencji Górny Palatynat, w regionie Ratyzbona, w powiecie Ratyzbona. Leży około 15 km na południowy wschód od Ratyzbony.

## Dzielnice
W skład gminy wchodzą następujące dzielnice:
- Thalmassing
- Luckenpaint
- Obersanding
- Untersanding
- Weillohe
- Wolkering
- Neueglofsheim

## Zabytki i atrakcje
- zamek Neueglofsheim
- Kościół pw. św. Mikołaja (St. Nikolaus)
- 1250-letni dąb Św. Wolfganga